# Игоревка (Запорожская область)
Игоревка (укр. Ігорівка) — село, Александровская сельская община, Мелитопольский район, Запорожская область, Украина.
Код КОАТУУ — 2324583902. Население по переписи 2001 года составляло 59 человек.

## Географическое положение
Село Игоревка находится на расстоянии в 800 м от берега  Азовского моря, в 3-х км от сёл Новоконстантиновка и Чкалово.

## История
- 1913 год — дата основания.
- С марта 2022 года село находится под российской оккупацией в ходе вторжения России на Украину.